# Cyclanthera dissecta
Cyclanthera dissecta är en gurkväxtart som först beskrevs av John Torrey och Gray, och fick sitt nu gällande namn av George Arnott Walker Arnott. Cyclanthera dissecta ingår i släktet springgurkor, och familjen gurkväxter. Inga underarter finns listade i Catalogue of Life.